# L'amante giapponese
L'amante giapponese è un romanzo di Isabel Allende. 

## Trama
Il romanzo racconta la storia di Alma Belasco, una donna ottantenne colta e facoltosa ospite a Lark House, una casa di riposo nei pressi di San Francisco. Irina Bazili è una giovane infermiera moldava che si prende cura di lei e che suscita interesse nel nipote di Alma: Seth Belasco. Seth vuole scrivere un libro sulla nonna e, complice di Irina, riescono ad ottenere che Alma Belasco racconti loro la storia d'amore clandestina avuta con il figlio del giardiniere.

## Edizioni
- L'amante giapponese, traduzione di Elena Liverani, Milano, Feltrinelli, 2015, ISBN 9788807031601.